# Teen Wolf: The Movie
Teen Wolf: The Movie es una película estadounidense de género drama adolescente y suspenso sobrenatural dirigida por Russell Mulcahy y escrita por Jeff Davis. La película es una continuación de la serie de MTV, Teen Wolf y presenta a la mayoría del elenco retomando sus papeles, incluidos Tyler Posey, Crystal Reed, Tyler Hoechlin, Holland Roden, Colton Haynes, Shelley Hennig, Dylan Sprayberry, Linden Ashby, Melissa Ponzio, y JR Bourne. Sigue al hombre lobo Scott McCall (Posey) mientras protege su ciudad de California de una nueva amenaza.
La película se estrenó en la plataforma Paramount+ el 26 de enero de 2023. También servirá como punto de partida para la próxima serie de televisión derivada, Wolf Pack, basada en una novela escrita por Edo van Belkom.

## Sinopsis
La luna llena se eleva en Beacon Hills, y con ella ha surgido un mal aterrador. Los lobos están aullando una vez más, pidiendo el regreso de Banshees, Coyotes, Hellhounds, Kitsunes y todos los demás cambiaformas en la noche. Pero solo un hombre lobo como Scott McCall, que ya no es un adolescente pero sigue siendo un Alfa, puede reunir nuevos aliados y reunir a amigos de confianza para luchar contra lo que podría ser el enemigo más poderoso y letal al que se han enfrentado jamás.

## Reparto
- Tyler Posey como Scott McCall
- Holland Roden como Lydia Martin
- Crystal Reed como Allison Argent
- Tyler Hoechlin como Derek Hale
- Shelley Hennig como Malia Hale
- Colton Haynes como Jackson Whittemore
- Dylan Sprayberry como Liam Dunbar
- Khylin Rhambo como Mason Hewitt
- Orny Adams como Entrenador Bobby Finstock
- Linden Ashby como Noah Stilinski
- Melissa Ponzio como Melissa McCall
- JR Bourne como Chris Argent
- Seth Gilliam como Dr. Deaton
- Ryan Kelley como Jordan Parrish
- Ian Bohen como Peter Hale
- Vince Mattis como Eli Hale
- Amy Lin Workman como Hikari Zhang

## Producción
En septiembre de 2021, se anunció que Paramount+ había encargado una película de reunión para la serie de televisión  de 2011, Teen Wolf, con Jeff Davis regresando como guionista y productor ejecutivo de la película. La mayoría de los miembros originales del reparto volverán a interpretar sus papeles, aunque los miembros del reparto Dylan O'Brien, Arden Cho y Cody Christian se negaron a regresar para la película. El director de varios episodios de Teen Wolf, Russell Mulcahy volvió a dirigir la película.

### Rodaje
En marzo de 2022, la fotografía principal había comenzado oficialmente. El rodaje concluyó el 17 de mayo de 2022.

## Marketing
El primer avance de la película se lanzó el 21 de julio de 2022, en la Convención Internacional de Cómics de San Diego.

## Estreno
La película se estrenó en la plataforma Paramount+ el 26 de enero de 2023.